# Lutas nos Jogos Olímpicos de Verão de 2024 - Greco-romana até 87 kg masculino
A categoria greco-romana até 87 kg masculino das lutas nos Jogos Olímpicos de Verão de 2024 foi realizada no Grand Palais Éphémère em Paris, França, em 7 e 8 de agosto de 2024. Um total de 16 lutadores, cada um representando um Comitê Olímpico Nacional (CON), participaram do evento.

## Qualificação
Dezesseis vagas de cota estavam disponíveis, com cada CON restrito a no máximo uma vaga. Foram atribuídas cinco vagas no Campeonato Mundial de Luta de 2023, entre 16 e 24 de setembro em Belgrado, na Sérvia. Os finalistas de cada categoria nos quatro torneios de qualificação continentais (Ásia, Europa, Américas e o combinado África e Oceania) também receberam vagas de cota. O restante das vagas foi alocado no Torneio de Qualificação Olímpica de 2024, oferecendo um mínimo de três cotas.

## Calendário
Horário local (UTC+2)
| Data                | Horário | Fase                |
| ------------------- | ------- | ------------------- |
| 7 de agosto de 2024 | 11:00   | Fases eliminatórias |
| 7 de agosto de 2024 | 18:15   | Semifinais          |
| 8 de agosto de 2024 | 11:00   | Repescagem          |
| 8 de agosto de 2024 | 18:15   | Finais              |

## Medalhistas
| Ouro   | BUL Semen Novikov                       |
| Prata  | IRI Alireza Mohmadi                     |
| Bronze | UKR Zhan Beleniuk DEN Turpal Bisultanov |

## Resultados
A competição foi realizada em dois dias até a definição dos medalhistas:
Legenda
- F — Vitória por queda.

### Chave principal
|  | Oitavas de final       | Oitavas de final       | Oitavas de final |  |  | Quartas de final       | Quartas de final       | Quartas de final   |   |                     | Semifinais          | Semifinais          | Semifinais |  |  | Final | Final | Final |
|  |                        |                        |                  |  |  |                        |                        |                    |   |                     |                     |                     |            |  |  |       |       |       |
|  | TUR Ali Cengiz         | TUR Ali Cengiz         | 3                |  |  |                        |                        |                    |   |                     |                     |                     |            |  |  |       |       |       |
|  | POL Arkadiusz Kułynycz | POL Arkadiusz Kułynycz | 5                |  |  | POL Arkadiusz Kułynycz | POL Arkadiusz Kułynycz | 1                  |   |                     |                     |                     |            |  |  |       |       |       |
|  | IRI Alireza Mohmadi    | IRI Alireza Mohmadi    | 9                |  |  | IRI Alireza Mohmadi    | IRI Alireza Mohmadi    | 10                 |   |                     |                     |                     |            |  |  |       |       |       |
|  | COL Carlos Muñoz       | COL Carlos Muñoz       | 0                |  |  |                        |                        |                    |   | IRI Alireza Mohmadi | IRI Alireza Mohmadi | 3                   |            |  |  |       |       |       |
|  | KAZ Nursultan Tursynov | KAZ Nursultan Tursynov | 10               |  |  |                        | UKR Zhan Beleniuk      | UKR Zhan Beleniuk  | 3 |                     |                     |                     |            |  |  |       |       |       |
|  | EGY Mohamed Metwally   | EGY Mohamed Metwally   | 1                |  |  | KAZ Nursultan Tursynov | KAZ Nursultan Tursynov | 3                  |   |                     |                     |                     |            |  |  |       |       |       |
|  | CHN Qian Haitao        | CHN Qian Haitao        | 1                |  |  | UKR Zhan Beleniuk      | UKR Zhan Beleniuk      | 7                  |   |                     |                     |                     |            |  |  |       |       |       |
|  | UKR Zhan Beleniuk      | UKR Zhan Beleniuk      | 7                |  |  |                        |                        |                    |   |                     | IRI Alireza Mohmadi | IRI Alireza Mohmadi | 0          |  |  |       |       |       |
|  | BUL Semen Novikov      | BUL Semen Novikov      | 5                |  |  |                        | BUL Semen Novikov      | BUL Semen Novikov  | 7 |                     |                     |                     |            |  |  |       |       |       |
|  | DEN Turpal Bisultanov  | DEN Turpal Bisultanov  | 1                |  |  | BUL Semen Novikov      | BUL Semen Novikov      | 8                  |   |                     |                     |                     |            |  |  |       |       |       |
|  | GEO Lasha Gobadze      | GEO Lasha Gobadze      | 2                |  |  | GEO Lasha Gobadze      | GEO Lasha Gobadze      | 3                  |   |                     |                     |                     |            |  |  |       |       |       |
|  | ALG Bachir Sid Azara   | ALG Bachir Sid Azara   | 1                |  |  |                        |                        |                    |   | BUL Semen Novikov   | BUL Semen Novikov   | 3                   |            |  |  |       |       |       |
|  | SRB Aleksandr Komarov  | SRB Aleksandr Komarov  | 10               |  |  |                        | HUN Dávid Losonczi     | HUN Dávid Losonczi | 1 |                     |                     |                     |            |  |  |       |       |       |
|  | USA Payton Jacobson    | USA Payton Jacobson    | 0                |  |  | SRB Aleksandr Komarov  | SRB Aleksandr Komarov  | 2                  |   |                     |                     |                     |            |  |  |       |       |       |
|  | AZE Rafig Huseynov     | AZE Rafig Huseynov     | 2                |  |  | HUN Dávid Losonczi     | HUN Dávid Losonczi     | 2                  |   |                     |                     |                     |            |  |  |       |       |       |
|  | HUN Dávid Losonczi     | HUN Dávid Losonczi     | 5                |  |  |                        |                        |                    |   |                     |                     |                     |            |  |  |       |       |       |

### Repescagem
|  | Repescagem             | Repescagem             | Repescagem |  | Disputa pelo bronze    | Disputa pelo bronze    | Disputa pelo bronze |  |  |  |  |
|  |                        |                        |            |  |                        |                        |                     |  |  |  |  |
|  | COL Carlos Muñoz       | COL Carlos Muñoz       | 1          |  | POL Arkadiusz Kułynycz | POL Arkadiusz Kułynycz | 1                   |  |  |  |  |
|  | POL Arkadiusz Kułynycz | POL Arkadiusz Kułynycz | 3          |  | UKR Zhan Beleniuk      | UKR Zhan Beleniuk      | 3                   |  |  |  |  |
|  |                        |                        |            |  |                        |                        |                     |  |  |  |  |
|  | DEN Turpal Bisultanov  | DEN Turpal Bisultanov  | 6          |  | DEN Turpal Bisultanov  | DEN Turpal Bisultanov  | 2                   |  |  |  |  |
|  | GEO Lasha Gobadze      | GEO Lasha Gobadze      | 0          |  | HUN Dávid Losonczi     | HUN Dávid Losonczi     | 1                   |  |  |  |  |